# Icy (canção de Kim Petras)
"Icy" é uma canção da cantora alemã Kim Petras, contida em seu álbum de estreia Clarity (2019). Foi composta e produzida por Dr. Luke, Vaughn Oliver e Aaron Joseph, com o auxílio na escrita pela própria cantora ao lado de Theron Thomas. A faixa foi lançada como primeiro single do material em 27 de junho de 2019, um dia antes do lançamento do álbum. A faixa contém amostra de "Starboy", canção de 2016 do cantor canadense The Weeknd.

## Antecedentes e composição
Petras escreveu a música enquanto estava em uma viagem ao Havaí com seus amigos e colaboradores constantes Aaron Joseph e Theron Thomas, eles estavam ouvindo várias faixas para se inspirar e realmente gostaram de uma feita uma semana antes com o produtor Vaughn Oliver.
Apesar do constante lançamento semanal de singles de Petras, começando com "Broken" em abril até "Another One" em junho, "Icy" foi declarado oficialmente como primeiro single oficial do projeto.
Liricamente, a música é sobre estar com o coração tão partido após o fim de um relacionamento que você começa a não sentir mais nada dentro de você então aquela fase em que seu coração parece que se transformou em gelo surge. “Tão burra, eu acreditei que você realmente gostava de mim / Por sua causa, agora meu coração está tão gelado”, ela canta.
A maior inspiração para as letras foi uma grande separação que Petras passou, onde ela foi traída, e isso partiu seu coração — a mesma separação foi mencionada em canções como "Broken" e "All I Do Is Cry". Ela decidiu falar sobre a separação de uma maneira positiva, mostrando que apesar de estar com o coração partido, muitas coisas boas aconteceram e ela estava mais forte sozinha.

## As apresentações ao vivo
Petras apresentou a música pela primeira vez no Good Morning America em 17 de janeiro de 2020. Em 27 de fevereiro, ela performou — junto com "Reminds Me" — a versão acústica da música durante sua sessão no Vevo.

## Vídeo musical
Um vídeo com a letra para a faixa foi lançado em 28 de junho de 2019. O videoclipe da música "Icy", foi lançado em 15 de Outubro de 2019 no canal oficial de Petras no YouTube.
Dirigido por Alexandre Moors, o vídeo começa com Petras se sentindo devastada enquanto está presa dentro de uma caixa de vidro. Com o avançar das imagens, ela escapa do recipiente e se transforma em uma espécie de mulher metálica, com “coração de gelo”.
Em um descrição do vídeo, Petras disse em um comunicado: "Eu queria que o visual parecesse fresco e significasse me tornar uma versão mais forte de mim mesma. O vídeo começa comigo me sentindo presa e assistida em uma caixa de vidro, mas conforme avança, eu escapei e evolui para uma versão biônica de mim mesma através da dor de um coração partido."
Em uma entrevista a revista Harper's Bazaar, Petras disse que o videoclipe de "Icy" foi inspirado por Britney Spears, Madonna e Aaliyah. "A música é muito sobre um coração partido e se tornar uma pessoa diferente, melhor e mais forte por meio dela", diz Petras. “O esquema de cores foi realmente inspirado em 'Stronger' de Britney Spears, um dos meus vídeos favoritos de todos os tempos." continua Petras “Ficamos realmente inspirados por uma roupa que Aaliyah usou em um de seus vídeos. Estou obcecada por Aaliyah, e este é provavelmente meu look favorito de todos eles apenas por ser simples. Eu realmente pensei que a simplicidade o tornava, com o cabelo molhado também."

## Histórico de lançamento
| Região | Data                | Formato                    | Versão   | Gravadora | Ref.          |
| ------ | ------------------- | -------------------------- | -------- | --------- | ------------- |
| Várias | 27 de junho de 2019 | Download digital streaming | Original | BunHead   | [ 17 ] [ 18 ] |